# Yttre Lomtjärnen
Yttre Lomtjärnen är en sjö i Piteå kommun i Norrbotten och ingår i Åbyälvens huvudavrinningsområde. Sjön har en area på 0,0501 kvadratkilometer och ligger 371 meter över havet.

## Delavrinningsområde
Yttre Lomtjärnen ingår i det delavrinningsområde (727416-169822) som SMHI kallar för Mynnar i Sodokselet. Medelhöjden är 383 meter över havet och ytan är 5,09 kvadratkilometer. Det finns inga avrinningsområden uppströms utan avrinningsområdet är högsta punkten. Vattendraget som avvattnar avrinningsområdet har biflödesordning 2, vilket innebär att vattnet flödar genom totalt 2 vattendrag innan det når havet efter 106 kilometer. Avrinningsområdet består mestadels av skog (92 procent). Avrinningsområdet har 0,43 kvadratkilometer vattenytor vilket ger det en sjöprocent på 8,4 procent.